# Tour de France 2019/4. Etappe
Die 4. Etappe der Tour de France 2019 fand am 9. Juli 2019 statt. Die 213,5 Kilometer lange Flachetappe führte von Reims nach Nancy. Der Etappenstart begann um 12:10 Uhr in der Rue de Mars in Reims, der scharfe Start erfolgte um 12:24 Uhr bei Trois-Puits.

## Rennverlauf
Die Übergangsetappe von Champagne nach Lothringen wurde durch eine dreiköpfige Spitzengruppe geprägt: Yoann Offredo, Frederik Backaert sowie Michael Schär. Diese konnte allerdings nur einen Vorsprung von maximal 3:45 Minuten erarbeiten und wurde schließlich auf den letzten 20 Kilometern vom Peloton wieder eingeholt – zuerst Offredo, dann Backaert und schließlich Schär, der zum kämpferischsten Fahrer des Tages gewählt wurde. Das Team Sunweb beschleunigte dann vor dem letzten Anstieg das Tempo, um einige Sprinter aus Fahrerfeld abzuschütteln, was allerdings misslang.
Kurz nach dem letzten Anstieg bzw. etwa 10 Kilometer vor dem Ziel versuchte Lilian Calmejane sein Glück allein, wurde allerdings nach seinem 4 Kilometer langen Sololauf wieder eingefangen. Auf den letzten Kilometern bildeten sich mehrere Sprintzüge. An der Flamme rouge fuhr das Team Deceuninck-Quick-Step an die Spitze des Fahrerfelders, der von Julian Alaphilippe angeführt und von seinen Teamkollegen Michael Mørkøv und Maximiliano Richeze abgelöst wurde, die ihren Sprinter Elia Viviani perfekt in Szene setzen konnten. Viviani siegte im Massensprint, vor Alexander Kristoff, Caleb Ewan und Peter Sagan. Die Führungen in den Wertungen blieben unverändert.

## Zeitbonus
| Zeitbonus am Etappenziel | Zeitbonus am Etappenziel |
| Fahrer                   | Zeitbonus                |
| ------------------------ | ------------------------ |
| Elia Viviani (DQT)       | 10 Sekunden              |
| Alexander Kristoff (UAD) | 6 Sekunden               |
| Caleb Ewan (LTS)         | 4 Sekunden               |